# برایتناو
برایتناو (به آلمانی: Breitnau) یک شهر در آلمان است که در برایگاو-هخشوارتسوالد واقع شده‌است. برایتناو ۱٬۷۳۸ نفر جمعیت دارد.